# Uña Ramos
Uña Ramos, nato Mariano Uña Ramos (Humahuaca, 27 maggio 1933 – Parigi, 23 maggio 2014), è stato un flautista e compositore argentino.
È considerato tra i maggiori virtuosi di tutti i tempi per gli strumenti aerofoni andini.
Uña Ramos apparteneva a un'umile famiglia di sfollati a Humahuaca : la madre è originaria del Perù, mentre il padre era giunto in Argentina dalla nativa Bolivia, per sfuggire alla Guerra del Chaco. A quattro anni ebbe in dono una quena realizzata dal padre, dimostrando immediatamente una grande predisposizione alla musica che si trasformò ben presto della sua professione.
Tenne il suo primo concerto a sette anni e, quattro anni dopo, iniziò ad insegnare musica andina presso il Conservatorio di Santiago del Estero, nel quale rimase per sei anni, prima di trasferirsi a Buenos Aires, da dove riuscirà a raggiungere l'Europa.
La sua fama di grande interprete e compositore di musica andina, oltre che di raffinato strumentista di aerofoni dell'Altiplano, gli procurò l'opportunità di incidere vari album e, soprattutto, di collaborare con importanti artisti come Paul Simon, Alan Stivell o Ivano Fossati. Con quest'ultimo è d'obbligo ricordare la magistrale incisione de La pianta del tè, nel 1988: oltre a suonare nel brano omonimo dove canta Fossati, compone un brano interamente strumentale come "parte seconda" del brano stesso. Il cantautore gli rende omaggio tra le note del disco come "esempio vivente di pianta del tè".

## Discografia
- 1968 - El arte de la quena I
- 1971 - El arte de la quena II
- 1972 - Quena
- 1975 - Don Pablo / Quena de los Andes / Eve
- 1976 - Hermanos al Sol (concerto in Giappone)
- 1976 - Una caña llena de música / Un rosal pleno de música
- 1978 - Initiation a la kena (EP)
- 1978 - Muñeca de porcelana
- 1979 - El puente de madera
- 1982 - La magia de la quena
- 1985 - Uña Ramos y sus amigos: Canciones y Danzas de Música Argentina
- 1986 - La princesa del mar
- 1993 - Una flauta en la noche I
- 1995 - Una flauta en la noche II
- 1997 - Le souffle du roseau
- 2006 - En la Filarmónica de Berlín (concerto)